# Mazedonisches kyrillisches Fragment

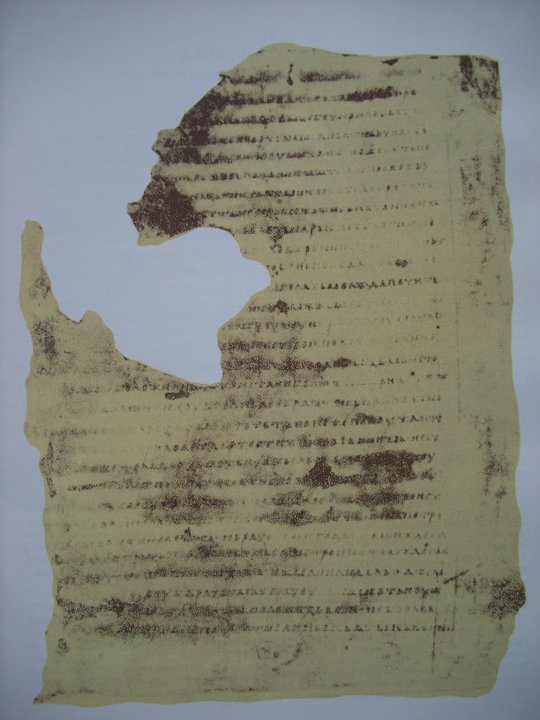
Mazedonisches Fragment

Das Mazedonische kyrillische Fragment (auch Blatt Hilferdings, russisch Македонский кириллический листок, Лист Гильфердинга) ist ein Pergamentblatt in altkirchenslawischer Sprache wahrscheinlich aus dem 11. Jahrhundert.
Es enthält einen Ausschnitt eines Traktats über das Übersetzen, wahrscheinlich als Prolog eines theologischen Textes.
Es ist wahrscheinlich eine Abschrift eines Textes von Konstantin von Saloniki, dem Begründer der Liturgie in slawischer Sprache, aus dem 9. Jahrhundert.
Die Sprache hat Ähnlichkeiten zum Apostolar von Enina und dem Sawa-Evangelistar und wurde möglicherweise in Preslaw angefertigt. Es wurde für die Laute ъ und ь nur der Buchstabe ь verwendet.
Das Blatt wurde 1857 vom russischen Linguisten Alexander Hilferding wahrscheinlich im heutigen Mazedonien gefunden. Es befindet sich heute in der Bibliothek der Russischen Akademie der Wissenschaften in St. Petersburg, Signatur 24.4.16.